# Haplolabida viettei
Haplolabida viettei är en fjärilsart som beskrevs av Claude Herbulot 1970. Haplolabida viettei ingår i släktet Haplolabida och familjen mätare. Inga underarter finns listade i Catalogue of Life.